# 刘季篪
劉季篪（？—？），名韶，以字行，明代江浙行省紹興路餘姚州（今浙江餘姚）人。政治人物、進士。
洪武二十七年（1394年）進士，授行人，曾出使朝鮮，婉拒其饋贈禮，明太祖得知後，賜衣鈔。後任陝西參政，有政績。明成祖時，官刑部侍郎。永樂三年（1405年）參修《永樂大典》。永樂八年，因事連坐下獄。後改工部主事，卒於任上。

## 延伸阅读
[在维基数据编辑]
 《明史卷一百五十》，出自《明史》